# Autovía A-91
Die Autovía A-91 oder Autopista Puerto Lumbreras–Vélez Rubio ist eine Autobahn in Spanien. Die Autobahn beginnt in Vélez Rubio und endet in Puerto Lumbreras. Sie ist die direkte Fortsetzung der A-92N.

## Abschnitte
| Position | höchstzulässige Geschwindigkeit (km/h) | Fahrbahnen | Richtung (Frankreich)                        | Richtung (Madrid)        | Fahrbahnen    |
| -------- | -------------------------------------- | ---------- | -------------------------------------------- | ------------------------ | ------------- |
| 1        |                                        |            | Beginn der A-91                              | weiter als A-92N         |               |
| 2        | 120                                    |            | Puerto Lumbreras: 18 Murcia: 105             | Baza: 78 Granada: 173    | A-91 A-92N    |
| 3        | 120                                    |            |                                              |                          |               |
| 4        | 120                                    |            | Vía de servicio                              |                          | N-342a        |
| 5        | 120                                    | 6          | La Parroquia Henares                         | La Parroquia Henares     | N-342a        |
| 6        | 120                                    | 9          |                                              | Vía de servicio          | N-342a        |
| 7        | 120                                    | 14         | Puerto Lumbreras                             |                          | N-342a        |
| 8        | 120                                    |            | Rambla de los Pallareses                     | Rambla de los Pallareses |               |
| 9        | 120                                    | 16         | Puerto Lumbreras (Süd) Huércal-Overa Almería |                          | E 15 A-7      |
| 10       |                                        |            | Lorca: 20 Murcia: 87                         | Baza: 98 Granada: 190    | E 15 A-7 A-91 |
| 11       |                                        |            | weiter als E 15 A-7                          | Beginn der A-91          |               |

## Größere Städte an der Autobahn
- Vélez Rubio
- Puerto Lumbreras